# María Jesús Aramburu del Río
María Jesús Aramburu del Río   (Sevilla, 28 d'octubre de 1951) és una política andalusa, diputada al Parlament d'Andalusia, al Parlament espanyol i al Parlament europeu.

## Biografia
Llicenciada en filologia hispànica per la Universitat de Sevilla, des de 1986 ha treballat com a professora d'anglès en ensenyament secundari a l'IES Polígono del Sur. Alhora, milita al moviment feminista i ha realitzat els estudis del programa de doctorat i diploma d'Estudis Avançats sobre Investigacions Feministes Estratègies del poder polític: gènere, raça i violència. També ha participat en el projecte d'investigació Els efectes perversos de l'aplicació matemàtica i biològica de la quota femenina de la Universitat Pablo Olavide de Sevilla.
Ha estat membre del Partit Comunista d'Espanya-PCA, del que n'ha estat membre del comitè federal. Quan el PCE es transformà en Izquierda Unida-Convocatòria per Andalusia en fou nomenada membre del Consell Federal i de la junta permanent, així com responsable de formació teòrica.
El 1993 entrà com a diputada al Parlament d'Andalusia en substitució de Felipe Alcaraz Masats, escollit a les eleccions de 1990, i fou nomenada portaveu d'educació i dona i consellera de RTVE a Andalusia. Deixà el seu escó quan fou escollida diputada a les eleccions al Parlament Europeu de 1994 i fou membre de la Comissió de Drets de la Dona del Parlament Europeu fins al 1996, quan va dimitir per a presentar-se a les eleccions generals espanyoles de 1996, essent escollida diputada d'IU per Sevilla. De 1998 a 2000 ha estat portaveu de la Comissió d'Educació i Cultura del Congrés dels Diputats.
El 2000 deixà la política i tornà a l'ensenyament al seu antic institut de batxillerat, on actualment és coordinadora del programa d'Atenció a la diversitat en el seu centre, i coordinadora del Pla d'igualtat entre homes i dones en l'educació.